# Patrik Voight
Helmut Patrik Voight, född 16 augusti 1965 i Sandviken, är en svensk skådespelare.

## Biografi
Voight gick ut Teaterhögskolan i Stockholm 1993. Därefter arbetade han bl.a. på Teater Galeasen, Stockholms stadsteater och Pistolteatern. Han kom till Östgötateatern i Norrköping-Linköping 1993 där han medverkat i produktioner som Kom igen, Charlie,
Stiftelsen, Dreyfus, Don Juan och Nobodys Perfect.
Han har medverkat i TV-produktioner som Änglaspel och Polisen och pyromanen.
Han är bosatt i Norrköping.

## Teater

### Roller (ej komplett)
| År   | Roll                                         | Produktion                                                                                | Regi                    | Teater                 |
| ---- | -------------------------------------------- | ----------------------------------------------------------------------------------------- | ----------------------- | ---------------------- |
| 1990 | Dandyn Gycklare                              | Kean Alexandre Dumas den äldre                                                            | Jan Maagaard            | Stockholms stadsteater |
| 2000 |                                              | Girls Night Out Dave Simpson                                                              | Magnus Bergquist        | Östgötateatern/ Turné  |
| 2002 |                                              | Tolvskillingsoperan (Die Dreigroschenoper) Bertolt Brecht och Kurt Weill                  | Åsa Melldahl            | Östgötateatern         |
| 2003 | Alfred Dreyfus                               | Dreyfus Magnus Dahlström                                                                  | Claes Lundberg          | Östgötateatern         |
| 2008 | Hugo Den äkta mannen                         | Syskonbädd Stina Aronson                                                                  | Jenny Andreasson        | Riksteatern            |
| 2010 |                                              | Familjen (August: Osage County) Tracy Letts                                               | Tereza Andersson        | Östgötateatern         |
| 2013 |                                              | Bluebird Simon Stephens                                                                   | Tereza Andersson        | Östgötateatern         |
| 2015 | Läkare Brevbärare Taxichaufför Svensk rektor | Frankenstein (Frankenstein genskabt) Kasper Hoff                                          | Tereza Andersson        | Östgötateatern         |
| 2015 | Herr Darling Kapten Krok                     | Wendy & Peter Pan (Peter Pan and Wendy) J.M. Barrie                                       | Nina Jemth Pelle Öhlund | Östgötateatern         |
| 2017 | Conrad Andra budbäraren                      | Mycket väsen för ingenting (Much Ado About Nothing) William Shakespeare                   | Pelle Öhlund            | Östgötateatern         |
| 2018 | Poulsen                                      | Farmor och vår Herre Hjalmar Bergman                                                      | Pontus Plænge           | Östgötateatern         |
| 2023 |                                              | En julsaga (A Christmas Carol in Prose, Being a Ghost-Story of Christmas) Charles Dickens | Johan Huldt             | Östgötateatern         |

## Fotnoter
1. ↑  Han stavar själv namnet Patrik Voight, men i olika register förekommer även stavningarna Patrick (med ck) och Voigt (utan h). I folkbokföringen stavas namnet Patrick Voigt.